# César Milstein
César Milstein (8. října 1927 Bahía Blanca – 24. března 2002 Cambridge) byl argentinský imunolog, nositel Nobelovy ceny za fyziologii a lékařství za rok 1984. Cenu za výzkum imunitního systému a monoklonálních protilátek spolu s ním obdrželi Georges Köhler a Niels Kaj Jerne. Köhler a Milstein mají zásluhu především na vypracování technik, s jejichž pomocí lze monoklonální protilátky vyrábět. Objev výroby monoklonáních protilátek vedl k obrovskému rozšíření jejich využití ve vědě a medicíně, používají se běžně v diagnostice a léčbě nádorových a dalších onemocnění.
Milstein pocházel z argentinské židovské rodiny ukrajinského původu. Vystudoval biochemii na univerzitě v Buenos Aires, kde v roce 1957 získal doktorát. V následujícím roce odjel na stipendijní pobyt na univerzitu v Cambridge ve Velké Británii, kde získal druhý doktorát. Tam pracoval s Frederickem Sangerem, který měl na Milsteinovu kariéru zásadní vliv. V roce 1961 se vrátil do Argentiny, ale kvůli nespokojenosti s politickým klimatem přijal v roce 1963 Sangerovo pozvání do Laboratoře molekulární biologie Rady pro lékařský výzkum (Medical Research Council, MRC). V letech 1983–1995 zastával funkci vedoucího Oddělení chemie proteinů a nukleových kyselin MRC.

## Biografie
Milstein se narodil v argentinském městě Bahía Blanca židovským ukrajinskýn přistěhovalcům. Vystudoval univerzitu v Buenos Aires a v roce 1957 získal doktorát z biochemie a následující rok stipendium Britské rady na katedře biochemie na univerzitě v Cambridge. Pod vedením významného biochemika Fredericka Sangera zde získal druhý doktorát z enzymologie. V roce 1960 nastoupil jako vědecký pracovník Rady pro lékařský výzkum (Medical Research Council, MRC).
V roce 1961 přijal místo vedoucího oddělení molekulární biologie v Národním mikrobiologickém ústavu v Buenos Aires. Kvůli politickým zásahům do své laboratoře, které následovaly po vojenském převratu v Argentině v roce 1962, se v roce 1963 vrátil do Cambridge a pracoval se Sangerem v nově vytvořené laboratoři molekulární biologie MRC, která již přilákala další špičkové vědce ze zahraničí jako Max Perutz, Aaron Klug a Sydney Brenner. Zároveň přesunul své odborné zaměření z enzymů na protilátky. Počátkem sedmdesátých let 20. století se stal mezinárodně uznávanou špičkou v oboru a dokázal do MRC přilákat talentované mladé vědce, včetně Georgese Köhlera. V roce 1983 byl jmenován vedoucím Oddělení chemie proteinů a nukleových kyselin MRC a tuto funkci zastával až do svého odchodu do důchodu v roce 1995.
Se svou ženou Celií se seznámil na politickém setkání v Buenos Aires. Po dokončení vysokoškolských studií strávili oba rok 1953 cestováním stopem po Evropě a několikaměsíční prací v izraelských kibucech.
Milstein přijal britské občanství a měl dvojí britsko-argentinské státní občanství. Po smrti své matky, která zemřela v 70 letech na infarkt, se dozvěděl, že zdědil její kardiovaskulární onemocnění, a ve středním věku proto dramaticky změnil svůj životní styl. Posledních pětadvacet let svého života dodržoval přísnou dietu a každý den chodil na dlouhou procházku. Zemřel v Cambridge ve věku 74 let.

## Vědecká kariéra
Hlavní část své výzkumné kariéry věnoval Milstein studiu struktury protilátek. Začal studovat jejich variabilitu v době, kdy se o molekulárním a genetickém základu protilátek nevědělo téměř nic. V roce 1975 vyvinul  společně s postdoktorandem v jeho laboratoři Georgesem Köhlerem techniku hybridomů pro výrobu monoklonálních protilátek. Tato technika umožňuje výzkumníkům konstruovat buňky produkující velké množství identických (monoklonálních) protilátek, které jsou zaměřeny na rozpoznání stejného antigenu. Postup zahrnuje spojení dlouho žijících myelomových buněk, které neprodukují protilátky, s krátce žijícími plazmatickými buňkami, které produkují specifickou protilátku. Výsledné hybridní buňky, nazývané hybridomy, kombinují dlouhověkost myelomové buňky se schopností produkovat specifickou protilátku, a jsou tak schopny produkovat potenciálně neomezené množství požadované protilátky. Za tento objev získali Milstein a Köhler v roce 1984 Nobelovu cenu za fyziologii a lékařství.
Milstein sám významně přispěl ke zlepšení a rozvoji technologie monoklonálních protilátek, zejména v oblasti jejich použití k zajištění markerů, které umožňují rozlišit různé typy buněk. Ve spolupráci s Claudiem Cuello pomohl položit základy pro využití monoklonálních protilátek jako sond pro zkoumání patologických cest u neurologických poruch i mnoha dalších onemocnění. Milsteinova a Cuellova práce také umožnila využití monoklonálních protilátek ke zvýšení účinnosti diagnostických testů založených na imunologickém principu.
Milstein byl jedním z prvních, kdo si všiml výhod, které by mohlo přinést využití technologie rekombinantní DNA pro výrobu upravených protilátek. Inspiroval tak rozvoj oboru protilátkového inženýrství a v posledních letech svého působení byl svědkem rychlého rozvoje využití monoklonálních protilátek pro léčebné využití, například při léčbě karcinomu prsu, lymfomů a revmatoidní artritidy a také při prevenci infekcí u předčasně narozených dětí.
Ve své počáteční práci o protilátkách se Milstein zaměřil na jejich rozmanitost na úrovni aminokyselin a na disulfidové vazby, kterými jsou propojeny. Část této práce uskutečnil ve spolupráci se svou ženou Celií. Těžiště jeho výzkumu se pak přesunulo na mRNA kódující protilátky, kde se mu podařilo poskytnout první důkaz o existenci jejich prekurzoru, který obsahoval signální sekvenci.
Rozvoj technologie hybridomů spolu s pokrokem v sekvenování nukleových kyselin umožnil zmapovat změny, které se v protilátkách po setkání s antigenem odehrávají. Milsteinovi a jeho kolegům se podařilo zmapovat somatické mutace genů protilátek, které se hromadí v průběhu imunitní reakce.  Poskytli tak podrobný popis afinitního vyzrávání protilátek, jež významně přispívají k ochranné imunitě a imunologické paměti. Mutace jsou do těchto genů vnášeny zvláštním hypermutačním mechanismem. Velkou část své práce Milstein v pozdějších letech věnoval charakterizaci tohoto mutačního procesu s cílem pochopit jeho mechanismus a na tomto problému pracoval až do konce svého života.
Kromě toho se věnoval také pomoci vědě a vědcům v méně rozvinutých zemích a inspiroval mnoho lidí zabývajících se protilátkami.